# Дімітріос Пінакас
Дімітріос Пінакас (грец. Δημήτρης Πινακάς, нар. 1 вересня 2001, Лариса) — грецький футболіст, нападник кіпрського клубу «Аполлон».
Виступав, зокрема, за клуби «Лариса» та «Олімпіакос», а також юнацьку збірну Греції.

## Клубна кар'єра
Народився 1 вересня 2001 року в місті Лариса. Вихованець футбольної школи клубу «Лариса». Дорослу футбольну кар'єру розпочав 2018 року в основній команді того ж клубу, в якій провів три сезони, взявши участь у 37 матчах чемпіонату. 
Своєю грою за цю команду привернув увагу представників тренерського штабу клубу «Олімпіакос», до складу якого приєднався 2021 року. Відіграв за клуб з Пірея наступний сезон своєї ігрової кар'єри.
До складу клубу «Аполлон» приєднався 2022 року. Станом на 6 вересня 2022 року відіграв за клуб з Лімасола 2 матчі в національному чемпіонаті.

## Виступи за збірну
У 2018 році дебютував у складі юнацької збірної Греції (U-18), загалом на юнацькому рівні взяв участь у 1 іграх.

## Статистика виступів

### Статистика клубних виступів
| Сезон             | Команда           | Чемпіонат         | Чемпіонат | Чемпіонат | Національний кубок | Національний кубок | Національний кубок | Континентальні кубки | Континентальні кубки | Континентальні кубки | Інші змагання | Інші змагання | Інші змагання | Усього | Усього |
| Сезон             | Команда           | Ліга              | Ігор      | Голів     | Ліга               | Ігор               | Голів              | Ліга                 | Ігор                 | Голів                | Ліга          | Ігор          | Голів         | Ігор   | Голів  |
| ----------------- | ----------------- | ----------------- | --------- | --------- | ------------------ | ------------------ | ------------------ | -------------------- | -------------------- | -------------------- | ------------- | ------------- | ------------- | ------ | ------ |
| 2018–19           | «Лариса»          | ЧГ                | -         | -         | КГ                 | 1                  | 0                  | -                    | -                    | -                    | -             | -             | -             | 1      | 0      |
| 2019–20           | «Лариса»          | ЧГ                | 8         | 0         | КГ                 | 1                  | 0                  | -                    | -                    | -                    | -             | -             | -             | 9      | 0      |
| 2020–21           | «Лариса»          | ЧГ                | 18        | 6         | КГ                 | 1                  | 0                  | -                    | -                    | -                    | -             | -             | -             | 19     | 6      |
| Усього за кар'єру | Усього за кар'єру | Усього за кар'єру | 26        | 6         |                    | 3                  | 0                  |                      | -                    | -                    |               | -             | -             | 29     | 6      |

## Титули і досягнення
- Володар Суперкубка Кіпру (1):

«Аполлон»: 2022